# Sherbournia calycina
Sherbournia calycina är en måreväxtart som först beskrevs av George Don jr, och fick sitt nu gällande namn av Henri Hua. Sherbournia calycina ingår i släktet Sherbournia och familjen måreväxter. Inga underarter finns listade i Catalogue of Life.